# 巫臣
巫臣（？—？），羋姓，屈氏，字子灵，又称屈巫，后为申氏，又称申公巫臣，原是楚国的大夫。楚庄王破陈国，他见到夏徵舒的母亲夏姬十分美丽。楚庄王、子反（楚公子侧，楚庄王的弟弟）都想娶夏姬，都被巫臣婉转的劝说了。於是楚庄王把夏姬嫁给了连尹襄老。
邲之战中，连尹襄老被晋国大夫荀首射死，尸体被带回晉國。巫臣以取回连尹襄老的尸体为名，送夏姬到了郑国（夏姬是郑穆公的女儿），巫臣藉機和夏姬結婚，婚後夏姬生下一個女兒。之後两人由郑国逃到了晋国，被晋景公任命为邢大夫。
子反大怒，诛灭巫臣族人（巫臣趁出使齊國時，把家人、財物一起帶上。）。巫臣建议晋国联合吴国，夹击楚国。巫臣善武，于公元前584年亲自到吴国，教吴国人驾驶战车。这成为楚国衰落、吴国崛起的序幕。